# Camargo (Spanyolország)
Camargo egy község Spanyolországban, Kantábria autonóm közösségben. Camargo Santander, Santa Cruz de Bezana, Piélagos, Villaescusa és El Astillero községekkel határos. Lakosainak száma 30 422 fő (2024).

## Népesség
A település népessége az elmúlt években az alábbi módon változott:
| Lakosok száma | 23 308 | 26 955 | 30 663 | 31 404 | 31 594 | 31 007 | 30 556 | 30 260 | 30 374 | 30 422 |
|               | 2001   | 2004   | 2007   | 2009   | 2012   | 2014   | 2017   | 2019   | 2022   | 2024   |